# Коста, Энрико (писатель)
Энрико Коста (итал. Enrico Costa, 11 апреля 1841, Сассари, Сардиния — 26 марта 1909, Сассари, Сардиния) — итальянский писатель и журналист.

## Биография
Родился 11 апреля 1841 года в Сассари, в музыкальной семье, происходившей из Лигурии; старший из троих детей. Сын Доменико Коста, который зарабатывал на жизнь торговлей в Кальяри, не оставляя занятий музыкой и семьи, проживавшей в Сассари. В 1851 году отец умер, Энрико оставил школу и стал помогать матери в булочной в Кальяри.
В 1854 году переехал в Сассари один, написал свои первые стихи и с отличием учился в школе ордена пиаристов. В 1855 году перенёс малярию, оправившись, начал работать, испробовав разные занятия, но начав с магазина своего дяди. Продолжал заниматься самообразованием, в восемнадцатилетнем возрасте вернулся к матери, в 1859 году начал работать во французской пароходной компании, позднее перешёл в Королевское казначейство. В 1864 году нанялся чертёжником во французскую инженерную компанию, строившую акведук в Сассари, затем продолжил это занятие на железных дорогах Сардинии.
В 1865 году женился на Энрикетте Манка Пиретто (Enrichetta Manca Piretto), впоследствии у супругов было шесть детей, трое из которых рано умерли. В 1866 году поступил в Национальный банк Королевства Италия, где сделал успешную карьеру. Семья Энрико Косты в этот период добилась материального благополучия, сам он познакомился с видными людьми Сардинии, в том числе с известным музыкантом и своим дальним родственником Луиджи Канепа, вследствие чего Коста стал автором либретто нескольких опер Канепы, в том числе «Арнольдо» в 1868 году и «Давид Рицио», постановка которой имела в 1872 году некоторый успех в миланском театре Каркано.
В 1869 году опубликовал сборник стихов Per la morte di una bambina (На смерть девочки), в 1874 году издал роман «Паолина», в 1884 году — Il muto di Gallura, в 1887 — La Bella di Cabras, за этими романами последовали другие. 1875—1886 году издавал с перерывами журнал La Stella di Sardegna.
Продолжая свою финансовую карьеру, Коста сменил несколько банков, но к 1891 году обанкротился. В 1891—1892 годах перешёл на государственную службу в префектуре Буддузо и в администрации больницы Оцьери. В 1894 году стал архивистом коммуны Сассари и работал там до самой смерти 26 марта 1909 года.

## Библиография

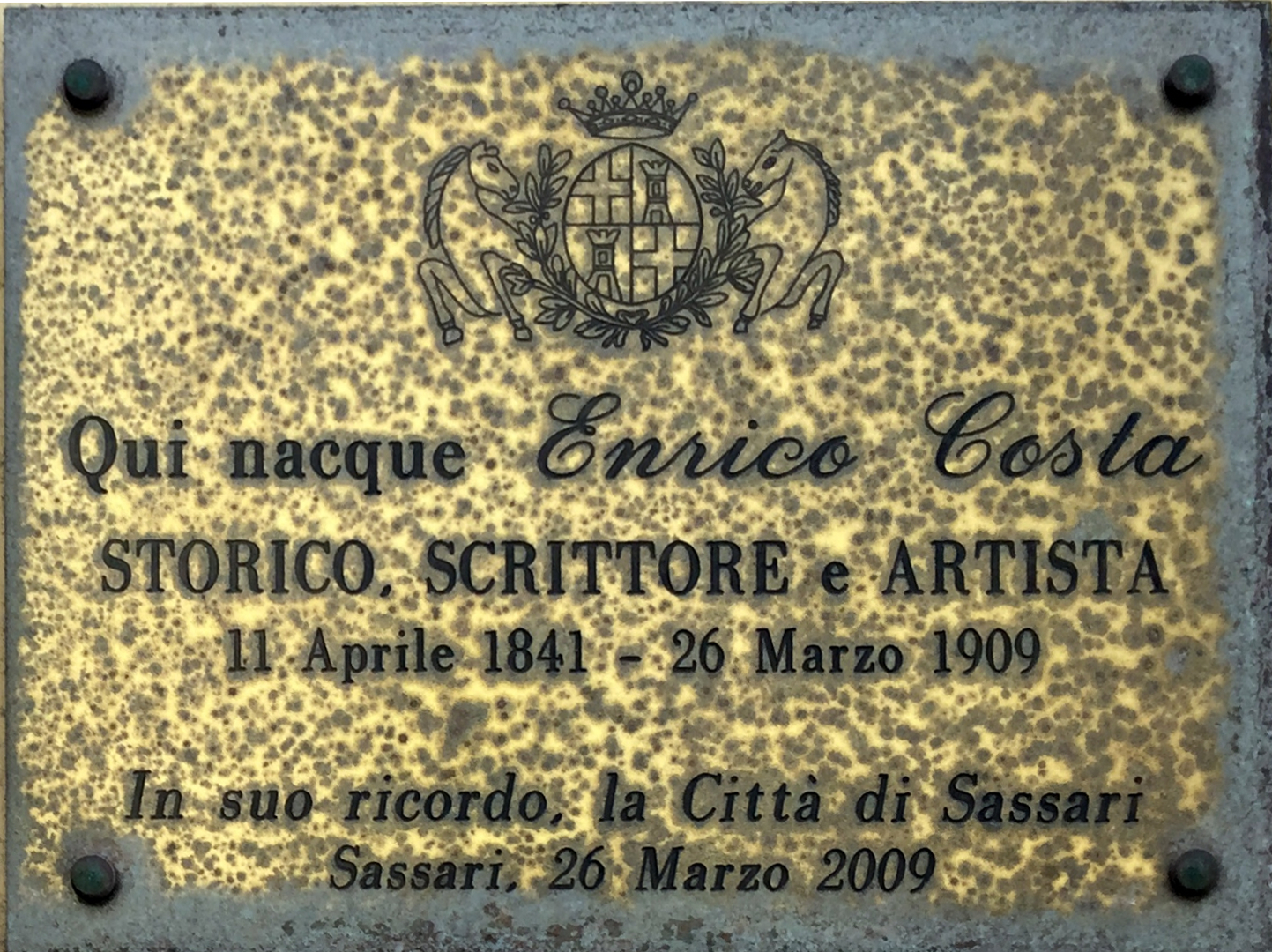
Мемориальная доска, установленная в Сассари на доме, где родился Энрико Коста, 26 марта 2009 года к столетию его смерти.